# Salomão Laredo
Salomão Laredo (Cametá, 23 de abril de 1949) é um  jornalista, advogado, poeta, contista e romancista brasileiro.

## Biografia
Em frente de sua casa passa o rio Tocantins. Estudou no interior do Pará (Vila do Carmo, Mocajuba, Tucuruí, Baião e Cametá) depois , em Belém, e Garanhuns, cidade de Pernambuco. Formou-se em direito pela Universidade Federal do Pará, e fez parte de movimentos políticos-estudantis e da publicação de jornais.
Foi repórter, redator, editor e trabalhou nos jornais Folha do Norte, onde iniciou a publicação de textos, A Província do Pará e O Liberal, e em agências de publicidade.  Recebeu, por sua atividade literária, prêmios e menções honrosas do município  São Bernardo do Campo (São Paulo), da Academia Carioca de Letras, no Rio de Janeiro, e em Belém, da Academia Paraense de Letras. 
Salomão Laredo tem especialização em língua portuguesa pela Universidade do Estado do Pará, e mestrado em estudos literários, pela Universidade Federal do Pará; pela Unicamp tem curso de extensão em direção geral de programas.
É atualmente advogado e trabalha na prefeitura municipal de Belém, onde já exerceu inúmeras funções, como de consultor jurídico da Secretaria Municipal de Saúde e Meio-Ambiente – Sesma e diretor-geral  da Secretaria Municipal de Administração entre outras. É professor titular  da Escola Superior da Amazônia, lecionando a disciplina Literatura Brasileira de Expressão Amazônica, com ênfase na literatura paraense.
Recebeu menção honrosa da Academia Paraense de Letras pelo seu livro de contos. Foi homenageado, em 2004, pela Secretaria Executiva de Educação (Seduc), por sua contribuição literária ao Estado do Pará. Recebeu medalhas e diplomas de diversas instituições  paraenses por sua  participação na cultura, entre as quais, Academia de Jornalismo, Conselho Estadual de Cultura do Pará.
Há quase trinta anos dedica-se à promoção da leitura, empenhado em formar leitores com consciência social crítica e política. É  do conselho do comitê de leitura da Associação Nacional dos Jornais, coordenador do programa O Liberal na escola, que visa formar leitor crítico. Trabalha em prol do livro, leitor e leitura, de instalação de bibliotecas e da democratização do acesso ao livro, tendo inúmeros artigos publicados nessa área. Vem trabalhando na instalação de espaço de leituras nos barcos, canoas, cascos, motores, rabetas e lanchas no baixo-Tocantins, região de Cametá, na Amazônia, e nos ônibus na região metropolitana de Belém.

## Obras do autor
- RELAÇÃO DAS OBRAS DE SALOMÃO LARÊDO EDITADAS E PUBLICADAS 1-                Senhora das Águas – Poemas – Menção honrosa da Academia Paraense de Letras – 1982.  2-                Sibele Mendes de Amor e Luta – Romance – 1984.  3-                Guamares – Romance – 1989.  4-                 Remos de Faia – Romance – 1991.  5-                Maraílhas – Contos – 1º Prêmio Cultural CEJUP/Academia Paraense de Letras – 1992.  6-                Chapéu Virado – a lenda do boto – Conto – 1997. O  7-                Prazer de Ler e Escrever - Ouvindo Histórias do Imaginário Amazônico – 1998.  8-                Marcas D’água - aerotextos – 1998.  9-                Timbuí - a lenda da anta – Conto – 1998.  10-            Vera – o romance – 2000.  11-            Moiraba – a lenda do sapo – Conto –  12-            Capitariquara e nas Conceição dos Araguaias – Conto – 2000.  13-             Trapiche - aerotextos – 2003.  14-            Lâmina Mea – mulher não chora ou Suzama matriz – prosa e poesia – 2003.  15-            Matinta Perera – conto – 2000.  16-            Embaixo do Casco – conto – 2003.  17-            Amor Engarrafado – conto – 2003.  18-            Os papagaios do paruru – situação – prosa – 2003.  19-            Moju Moju meu amor – conto – 2003.  20-            Boiúna-me - poesia e prosa – 2003.  21-            Matintresh – conto – 2003.  22-            Jibóia Branca via Tapanã/ Tenoné – texto (poema) instalação – 2003.  23-            Os Satiro de Melo – história de família musical – 2003.  24-            Palácio dos Bares – Buate Condor - Poesia - depoimentos/ memória social e emotiva – 2003.  25-            Lygia da Cunha Nassar – uma experiência de pobreza no interior da Amazônia – memória social e emotiva – breve história de vida – 2003.  26-            Antônia Cudefacho – O ardente amor de um padre – romance – 2006.  27-            A garota que tentou bater na mãe com a vassoura e ficou seca, na hora – casos visagentos – 2006.  28-            Sarrabulho – a lenda da cobra norato – conto – 2006.  29-            Ilha das Flores – 2006.  30-            Fofós de Cametá – carnaval nativo – 2006.  31-             Cametá Vila Viçosa de Santa Cruz dos Camutá – 2006.  32-            Marabaenses – carpintaria naval – 2006.  33-            Vila do Carmo do Tocantins – A Festa de N. Sra. do Carmo – Paisagem de Afetos - memória histórica – 2007 –  34-            A Crença no Amor Lygia Nassar - organizador 2008 –  35-            Os Grandes Lábios de Belém – prosa e poesia à cidade de Belém – 2009.  36-            As Histórias de São Benedito – memória religiosa e afetiva da Amazônia tocantina –2010.  37-            As Intolerâncias do Baratismo – entrevista com o músico Élio Satiro – 2010.  38-            Tio David, Padre David – A vida – em fatos e fotos – do cônego David Gonzaga Larêdo – 2013.  39-            Terra dos Romualdos País dos Maparás - literatura de testemunho, registro memorial do Baixo-Tocantins-2013.   40-            Olho de Boto – pela Editora Empíreo - SP – 2015. 41 - As Icamiabas: lenda das amazonas paiz das pedras verdes - 2017